# Blue Plaque

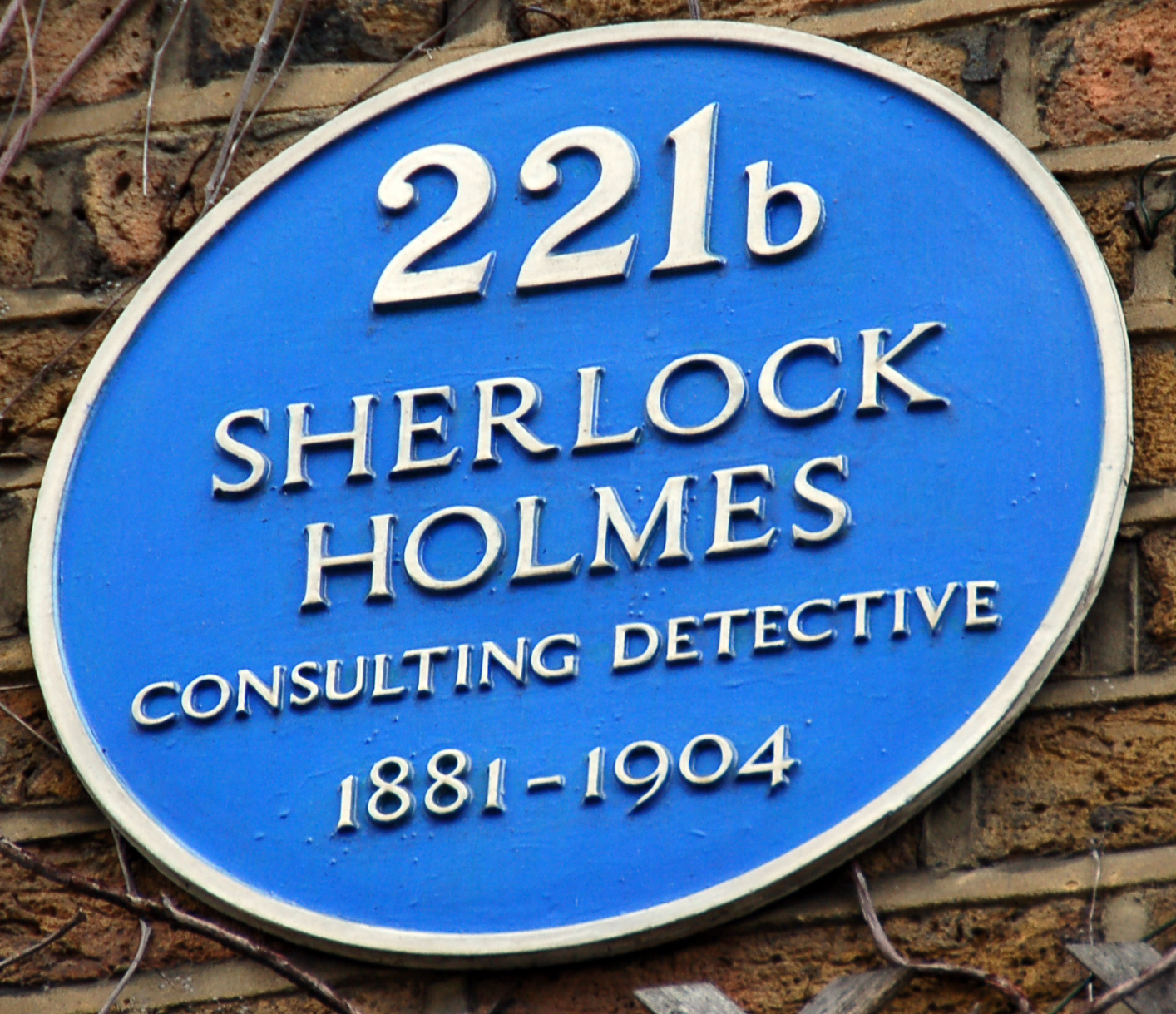
Blue Plaque für Sherlock Holmes in der Londoner Baker Street

Blue plaque (deutsch „Blaue Plakette“) bezeichnet im Vereinigten Königreich eine öffentlich angebrachte Plakette, die auf eine berühmte Person oder ein Ereignis hinweisen soll. In der Regel handelt es sich um eine Scheibe aus blau glasierter Keramik oder Kunstharz mit 48 Zentimeter Durchmesser, weißer Beschriftung und weißem Rand, die an Gebäuden oder anderen dauerhaften Strukturen angebracht ist. Normalerweise ist sie fünf Zentimeter dick und durch Mörtel fest mit der Wand verbunden. Blue plaques sind nicht notwendigerweise blau; verschiedene Organisationen im Vereinigten Königreich verwenden abweichende Designs.

## Die Plaketten vonEnglish Heritage

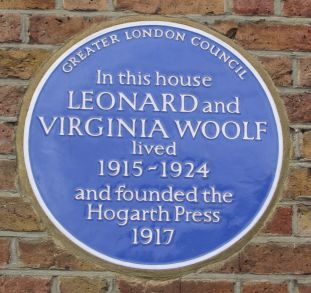
Blue plaque zur Erinnerung an Virginia und Leonard Woolf in Richmond

Für London organisiert die staatliche Denkmalschutzorganisation English Heritage die Vergabe der Blue Plaques. Sie nimmt Nominierungen aus der Bevölkerung entgegen. Bedingung ist, dass die Person entweder seit 20 Jahren tot ist oder aber seit ihrer Geburt 100 Jahre vergangen sind. Die Kriterien sind 1954 aufgestellt worden. Geehrt werden sollen bedeutende Persönlichkeiten, die einen „wichtigen, positiven Beitrag“ geleistet haben, „außerordentlich und herausragend“ waren und nationale Anerkennung verdienen. Vorschläge müssen nicht unbedingt von Bürgern des Vereinigten Königreichs stammen. Falls eine Person die Kriterien erfüllt, kann die Plakette an einem Gebäude angebracht werden, mit dem die Person verbunden war.
Ursprünglich existierte diese Form der Auszeichnung nur in London und wurde 1998 auf andere Teile Englands ausgedehnt; die erste Plakette wurde hier im Jahr 2000 in Liverpool enthüllt. Nachdem English Heritage anfangs auch die landesweite Vergabe organisierte, zog es sich 2005 wieder zurück, um regionalen Organisationen das Feld zu überlassen, und betreut seither wieder nur London. Zu den Städten, die sich beteiligen, gehören Birmingham, Portsmouth und Southampton. Viele andere Städte verfolgen, obwohl sie sich nicht an der Aktion von English Heritage beteiligen, seit vielen Jahren ähnliche Projekte.
English Heritage vergibt im Jahr 20 neue Plaketten. In letzter Zeit ist nur eine Plakette pro Person zulässig, auch wenn in der Vergangenheit manche Namen an mehr als einem Ort auftauchen. Dante Gabriel Rossetti und William Wilberforce sind drei Plaketten gewidmet, sowie Wolfgang Amadeus Mozart, William Morris und Virginia Woolf zwei Plaketten – manchmal gemeinsam mit anderen bemerkenswerten Persönlichkeiten (siehe Abbildung).

## Diversität der Auswahl
English Heritage strebt an, mehr historisch bedeutende Frauen und Angehörige von ethnischen Minderheiten auf Plaketten zu bringen. Im Dezember 2006 warf ein Artikel des Daily Telegraph English Heritage vor, bei der Verfolgung dieses Ziels die eigenen Auswahlkriterien zu verletzen. Viele der ausgewählten Personen seien weithin unbekannt. Nach Angaben dieses Artikels seien manche vorgeschlagenen und weithin bekannten Weiße wie der Komödiant Eric Morecambe und der Musiker Marc Bolan mit dem Argument abgelehnt worden, sie seien von „ungenügendem Rang oder historischer Bedeutung“, während einigen Personen afrikanischer oder asiatischer Herkunft Plaketten zugebilligt wurden, obwohl sie relativ unbekannt waren. Eine interne E-Mail, die von der Zeitung zitiert wurde, drückte den Wunsch aus, dass die „kulturelle Vielfalt von Englands Erbe in all ihrer Vielfalt anerkannt, respektiert und gefeiert“ werden sollte; andere Unterlagen belegten, dass die Regierung Erinnerungsplaketten für Menschen schwarzer Hautfarbe unterstützte, die sich um die Abschaffung des Sklavenhandels verdient gemacht hatten. English Heritage versicherte, die Maßstäbe für die Blue Plagues würden nicht gesenkt. Gleichzeitig stehen Blue Plagues für Personen, die mit Rassismus und Sklavenhandel assoziiert sind, in der Kritik, besonders nach den Black-Lives-Matter-Protesten.

## Die ursprünglichenBlue plaquesaus London

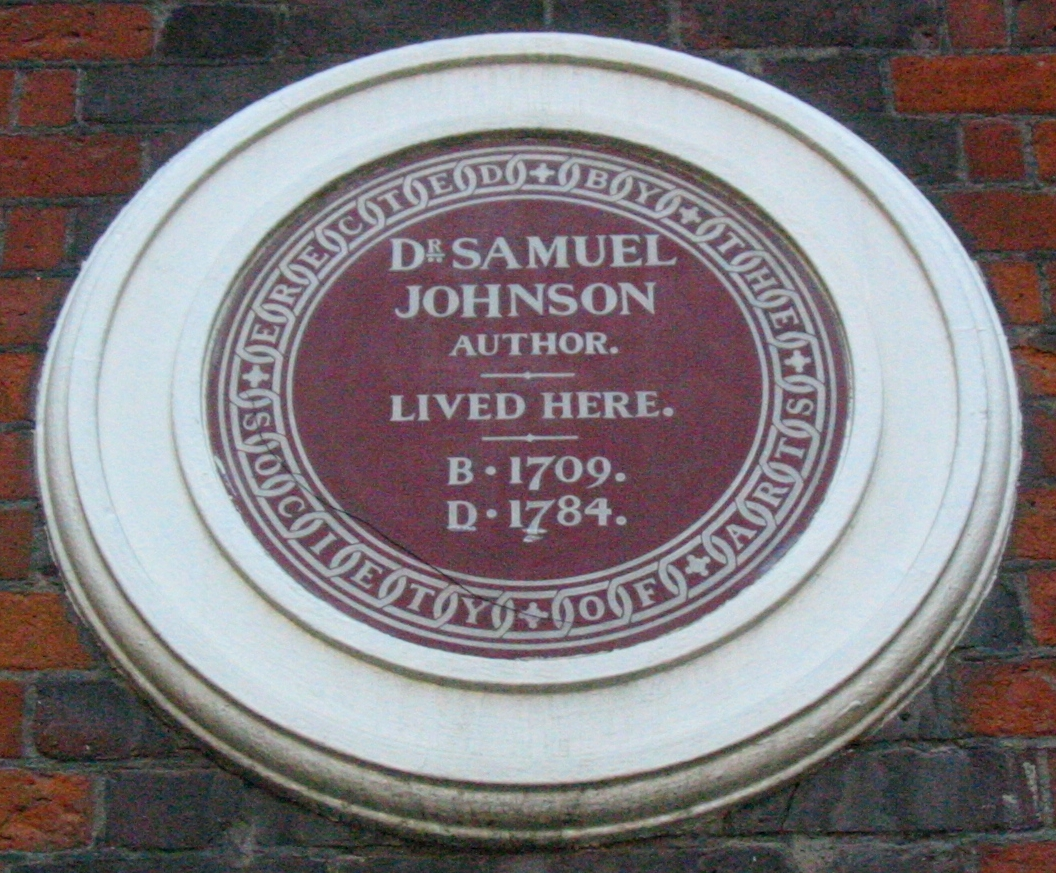
Plakette der Society of Arts am Londoner Wohnhaus von Samuel Johnson

Die erste Blue plaque wurde 1867 in der Londoner Holle Street angebracht, um an Lord Byron zu erinnern. Träger der Aktion war damals die Royal Society of Arts; sie wurde 1901 vom London County Council und später vom Greater London Council übernommen. Als dieser 1985 aufgelöst wurde, sprang English Heritage ein und dehnte die Aktion später auf andere Teile Englands aus. Inzwischen ist die Idee von anderen Organisationen im Vereinigten Königreich und im Rest der Welt aufgegriffen worden. Die Royal Society of Arts hat 13 Plaketten vergeben, der London County Council 249 und der Greater London Council 262; heute gibt es über 800. Allerdings sind viele Gebäude mit Plaketten inzwischen auch schon wieder abgerissen worden. Die älteste Plakette, die bis heute überdauert hat, befindet sich in der Gerrard Street und stammt von 1875. Die frühen Plaketten waren dunkelbraun, das gegenwärtige Design stammt von 1937, dem 1939 der weiße Rand zugefügt wurde.

## Besonderes
- Die Plaketten für Georg Friedrich Händel und Jimi Hendrix sind nebeneinander an 25 und 23 Brook Street, Mayfair, London, W1, angebracht.
- Der fiktiven Figur Sherlock Holmes ist eine Plakette in 221B Baker Street, London, W1, gewidmet. Sie wurde dort auf Veranlassung des dort untergebrachten Sherlock Holmes Museum angebracht.
- Der Autor William Wymark Jacobs erhielt gleich zwei Plaketten am selben Tag 1998 in London und Loughton.